# Luis Ramírez Saldarriaga
Luis Ángel Ramírez Saldarriaga, conocido como El Caballero Caucho (La Virginia, 10 de junio de 1917-Pereira, 9 de agosto de 2013) fue un cantante y compositor colombiano pionero de la música popular colombiana, el bolero,  el tango, la ranchera y el vals ecuatoriano. Más de mil composiciones lo acreditan como el autor prolífico que fue; entre ellas sobresalen «Viejo farol», «Flor de bulevar», «Viejo juguete», «Lejos del tambo», «Amor indio», «Amores de arrabal», «Etapa final», «Agravios», «Cuando llora un hombre», «Lejos del tambo» y «Besos por costumbre».
Otros cantantes de música popular como Luis Alberto Posada y Darío Gómez lo consideran el abuelo o patriarca de la música popular colombiana.

## Vida y carrera
Nació en la ciudad de Pereira. De familia campesina en la Pereira rural de la segunda década del siglo pasado. Residió por muchos años en el municipio de La Virginia (Risaralda).
Falleció en la clínica Saludcoop de la ciudad de Pereira el 9 de agosto de 2013 después de sufrir graves problemas respiratorios. Sus restos mortales reposan en el cementerio de La Virginia, Risaralda.